# Орхус (аеропорт)
Аеропорт Орхус (дан. Aarhus Lufthavn) (IATA: AAR, ICAO: EKAH) — цивільний аеропорт, розташований у Тірструпі, Данія, що знаходиться за 35,9 км на північний схід від Орхуса, Данія.

## Авіалінії та напрямки, квітень 2023
| Авіакомпанія                    | Пункт призначення                                                                                       |
| ------------------------------- | --- |
| Airseven                        | Сезонний чартер: Неаполь (з 4 вересня 2023), Превеза                                                    |
| BRA Braathens Regional Airlines | Гетеборг, Стокгольм–Бромма Сезонний чартер: Гран-Канарія, Пальма-де-Майорка                             |
| DAT                             | Сезонний: Борнгольм                                                                                     |
| Ryanair                         | Гданськ, Лондон–Станстед, Малага, Мілан–Мальпенса, Рига, Фару Сезонний: Задар, Корфу, Пальма-де-Майорка |
| Scandinavian Airlines           | Копенгаген, Осло-Гардермуен, Стокгольм–Арланда (з 14 серпня 2023)                                       |
| Sunclass Airlines               | Сезонний чартер: Пальма-де-Майорка (з 24 червня 2023)                                                   |
| Wizz Air                        | Бухарест                                                                                                |

## Статистика
Див. джерело запитів Вікіданих та джерела.